# Adolf Heinrich Gräser

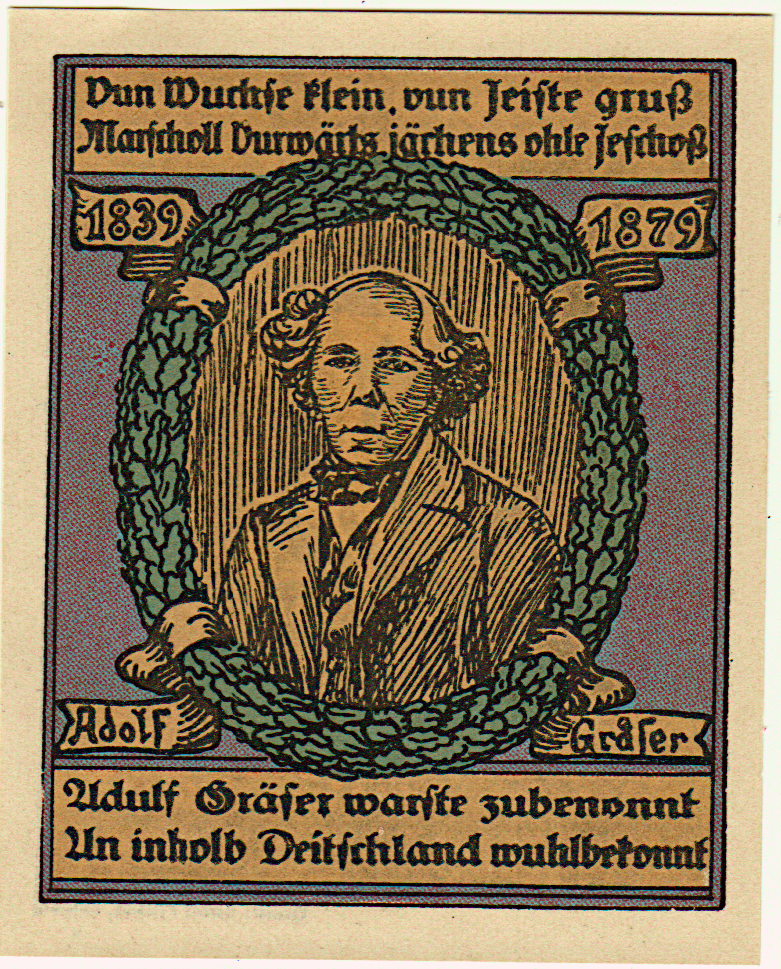
Adolf Gräser auf einem Notgeldschein aus Oberheldrungen von 1921.

Adolf Heinrich Gräser (* 9. November 1801 in Eckartsberga; † 4. April 1879 in Oberheldrungen) war ein deutscher evangelischer Theologe und Politiker.

## Leben
Als Sohn eines General-Akziseeinnehmers geboren, studierte Gräser nach dem Besuch der Landesschule Pforta  in Halle Evangelische Theologie. Während seines Studiums wurde er 1820 Mitglied der burschenschaftlichen Quellengesellschaft Halle. Nachdem er mehrere Jahre als Hauslehrer für die Familie  Ludwig von Vinckes in Münster gearbeitet hatte, wurde er 1828 in Münster ordiniert. Bis 1839 war er Pfarrer in Spielberg bei Eckartsberga, dann bis 1879 in Oberheldrungen. 1850 bis 1863 war er Abgeordneter im sächsischen Provinziallandtag in Magdeburg, 1860 bis 1863 auch im Preußischen Abgeordnetenhaus (Wahlkreis Merseburg, Rechte/Grabow, später Linkes Zentrum).

## Ehrungen
- Roter Adlerorden, 4. Klasse

## Veröffentlichungen
- Die römisch-katholische Liturgie nach ihrer Entstehung und endlichen Ausbildung oder geschichtliche Darstellung aller in der römischen Messe vorkommenden Gebete, Gesänge und Gebräuche. Mit steter Rücksicht auf die Liturgie der griechischen und ältesten evangelisch-lutherischen Kirche. Halle 1829.